# Aqua America
Aqua America (NYSE: WTR) es una empresa estadounidense de servicios sanitarios de aguas. Actualmente posee 2,8 millones de clientes residenciales en Pensilvania, Ohio, Illinois, Texas, Nueva Jersey, Indiana, Virginia, Florida, Carolina del Norte, Carolina del Sur, Maine, Misuri y Nueva York.

## Adquisiciones
Aunque la empresa se inició en Pensilvania en 1886 y mantiene su sede central en Bryn Mawr, en los últimos años ha adquirido pequeñas empresas privadas de servicios básicos en los 12 estados donde opera, gradualmente extendiéndose hacia el sur de Estados Unidos. Dichas adquisiciones forman parte del modelo de negocios de Aqua America. Algunas adquisiciones de grandes empresas privadas fueron la compra de AquaSource en 2003, Heatr and Florida Water Services en 2004, y la New York Water Service Corporation en 2007.
La subsidiaria más grande de la compañía es Aqua Pennsylvania, la cual es parte de Aqua America desde 1996 y otorga poco más de la mitad de los ingresos totales de la empresa en 2007, además de entregar servicios de aguas al 50% de la base total de clientes de la empresa. Aqua Pennsylvania opera en el gran área urbana y suburbana de Filadelfia.